# Bruce Weitz
Bruce Weitz, född 27 maj 1943 i Norwalk, Connecticut, är en amerikansk skådespelare. 
Weitz är främst känd för rollen som Detective Michael "Mick" Belker i TV-serien Spanarna på Hill Street. I den rollen vann han 1984 en Primetime Emmy Award för bästa manliga biroll samt ytterligare sex nomineringar för övriga år som serien producerades.

## Filmografi i urval
- 1981–1987 – Spanarna på Hill Street (TV-serie) (huvudroll)
- 1987 – Matlock (TV-serie) (1 avsnitt)
- 1994 – Batman: The Animated Series (TV-serie) (röst; 1 avsnitt)
- 1994 – Highlander (TV-serie) (1 avsnitt)
- 1994 – Lois & Clark (TV-serie) (1 avsnitt)
- 1995 – Arkiv X (TV-serie) (1 avsnitt)
- 1996 – På spaning i New York (TV-serie) (1 avsnitt)
- 1997–2004 – På heder och samvete (TV-serie) (2 avsnitt)
- 1998 – Deep Impact
- 2000 – Vita huset (TV-serie) (1 avsnitt)
- 2000 – Walker, Texas Ranger (TV-serie) (1 avsnitt)
- 2002 – Half Past Dead
- 2002–2003 – Vem dömer Amy? (TV-serie) (5 avsnitt)
- 2003 – Advokaterna (TV-serie) (1 avsnitt)
- 2003 – Cityakuten (TV-serie) (4 avsnitt)
- 2005 – Grey's Anatomy (TV-serie) (1 avsnitt)
- 2005 – Ghost Whisperer (TV-serie) (1 avsnitt)
- 2007 – Dexter (TV-serie) (1 avsnitt)
- 2007–2012 – General Hospital (TV-serie) (254 avsnitt)
- 2008 – CSI: Crime Scene Investigation (TV-serie) (1 avsnitt)